# Rhagadolobium nervisequium
Rhagadolobium nervisequium är en svampart som först beskrevs av Miles Joseph Berkeley, och fick sitt nu gällande namn av Arx 1962. Rhagadolobium nervisequium ingår i släktet Rhagadolobium och familjen Parmulariaceae.   Inga underarter finns listade i Catalogue of Life.